# Patsy
Patsy ist ein weiblicher und männlicher Vorname.

## Herkunft und Bedeutung
Der Name wird zumeist im Irischen und Englischen verwendet und ist eine Variante von Patty. Er wird aber auch als Verkleinerungsform von Patrick verwendet.
Weitere Varianten sind Martie, Pat, Patti, Pattie, Patty, Tricia, Trish, Trisha, Trecia, Tresha, Patrice, Patricia und Pádraigín.

## Bekannte Namensträgerinnen
- Patsy Backx (* 1944), niederländische Kinderbuchautorin
- Patsy Cline (1932–1963), US-amerikanische Country-Sängerin
- Patsy Kelly (1910–1981), US-amerikanische Schauspielerin
- Patsy Kensit (* 1968), britische Schauspielerin und Musikerin
- Patsy Ruth Miller (1904–1995), US-amerikanische Schauspielerin
- Patsy Mink (1927–2002), US-amerikanische Politikerin
- Patsy Montana (1908–1996), US-amerikanische Countrysängerin
- Patsy O’Connell Sherman (1930–2008), US-amerikanische Chemikerin
- Patsy Reddy (* 1954), neuseeländische Rechtsanwältin
- Patsy Rowlands (1931–2005), britische Schauspielerin

## Bekannte Namensträger
- Patsy Fagan (* 1951), irischer Snookerspieler
- Patsy Guzzo (1917–1993), kanadischer Eishockeyspieler
- Patsy O’Hara (1957–1981), Mitglied der INLA und Hungerstreikender
- Patsy Watchorn (* 1944), irischer Folk-Sänger und Banjo-Spieler